# Libtorrent
libtorrent (Rasterbar libtorrent, rb-libtorrent) — свободная библиотека, позволяющая использовать протокол BitTorrent. Программа написана на C++. DHT, Ipv6, сидирование через HTTP и обмен пирами как в µTorrent — всё это наиболее известные возможности libtorrent.
libtorrent использует Boost, а точнее Boost.Asio для кроссплатформенности. Работает под Windows, macOS, Linux и FreeBSD.
Следует заметить, что есть другая библиотека с похожим названием — Rakshasa’s libTorrent, используемая в rTorrent.

## Возможности
- Поддержка протокола BitTorrent v2 (начиная с версии 2.0)
- Поддержка DHT
- Поддержка IPv6 (Ограниченная: не распространяется на функцию DHT.[2][3])
- Обмен пирами
- Поддержка Magnet-ссылок
- Обмен метаданными (скачивание .torrent-файлов из «роя»)
- Шифрование
- Быстрые расширения
- Поддержка NAT-PMP и UPnP
- Поддержка разреженых и сжатых файлов
- Поддержка нескольких трекеров для одного торрента
- Поддержка файлов больше 2 ГиБ.
- Поддержка HTTP-сидирования
- Поддержка UDP-трекера
- Быстрое продолжение (без проверки файлов)
- Поддержка динамической длины запросов
- Поддержка фильтра IP
- Поддержка Share Mode
- Поддержка WebTorrent

## Программы
Некоторые программы, использующие libtorrent:
- aDownloader — BitTorrent-клиент для Android
- Arctic BitTorrent— BitTorrent-клиент в Windows
- Asmlocator — BitTorrent-клиент в Windows (Официальный трекер)
- AzTorrent — C++/Qt BitTorrent-клиент
- BitBuddy — BitTorrent-клиент в Windows
- BitLord — BitTorrent-клиент для Android
- BitRocket — BitTorrent-клиент в Mac OS X
- BitTorrent (LeechCraft) — плагин BitTorrent-клиент из состава модульной среды.
- BitSlug — BitTorrent-клиент в Mac OS X
- BTG — BitTorrent-клиент в Linux
- Deluge — кроссплатформенный BitTorrent-клиент
- Flush — русский BitTorrent-клиент в Linux
- Free Download Manager — свободный менеджер закачек в Windows
- Free Torrent — BitTorrent-клиент в Windows
- FatRat — свободный менеджер закачек на Qt в Linux
- FlylinkDC++ — клиент файлообменных сетей DC++ и BitTorrent
- GameNet — игровая платформа
- Halite — BitTorrent-клиент в Windows
- hrktorrent — BitTorrent-клиент в Linux
- Instant media internet TV — BitTorrent-клиент для скачивания Интернет ТВ
- iTorrent — BitTorrent-клиент для iOS устройств
- LibreTorrent - свободный BitTorrent-клиент для Android
- Linkage — BitTorrent-клиент в Linux
- Miro — кроссплатформенная программа для просмотра интернет-телевидения
- MooPolice — BitTorrent-клиент в Windows
- qBittorrent — кросс-платформенный BitTorrent-клиент на C++/Qt
- QLiveBittorrent — Bittorrent-клиент в Linux для просмотра файлов до скачивания
- Tixati — BitTorrent-клиент в Windows и Linux
- Torrentex — BitTorrent-клиент для Android
- Torrento — BitTorrent-клиент для Android
- torrenut (ранее SharkTorrent) — кроссплатформенный BitTorrent-клиент на Qt
- Tribler — кроссплатформенный BitTorrent-клиент
- tTorrent — BitTorrent-клиент для Android с функциональностью в том числе для автоматизации работы на устройствах вроде ТВ-боксов
- Ziptorrent — BitTorrent-клиент в Windows.